# 尼崎西出入口
尼崎西出入口（あまがさきにしでいりぐち）は、兵庫県尼崎市の阪神高速道路3号神戸線の出入口。大阪方面のみ出口、神戸方面のみ入口のあるハーフICである。
尼崎西～料金区界までは特定料金が設定されていた名残りで、出入口に料金所があったが（ブース・出入口それぞれ2ずつ）、2016年11月の神戸線集中工事を機に出口料金所が廃止された。

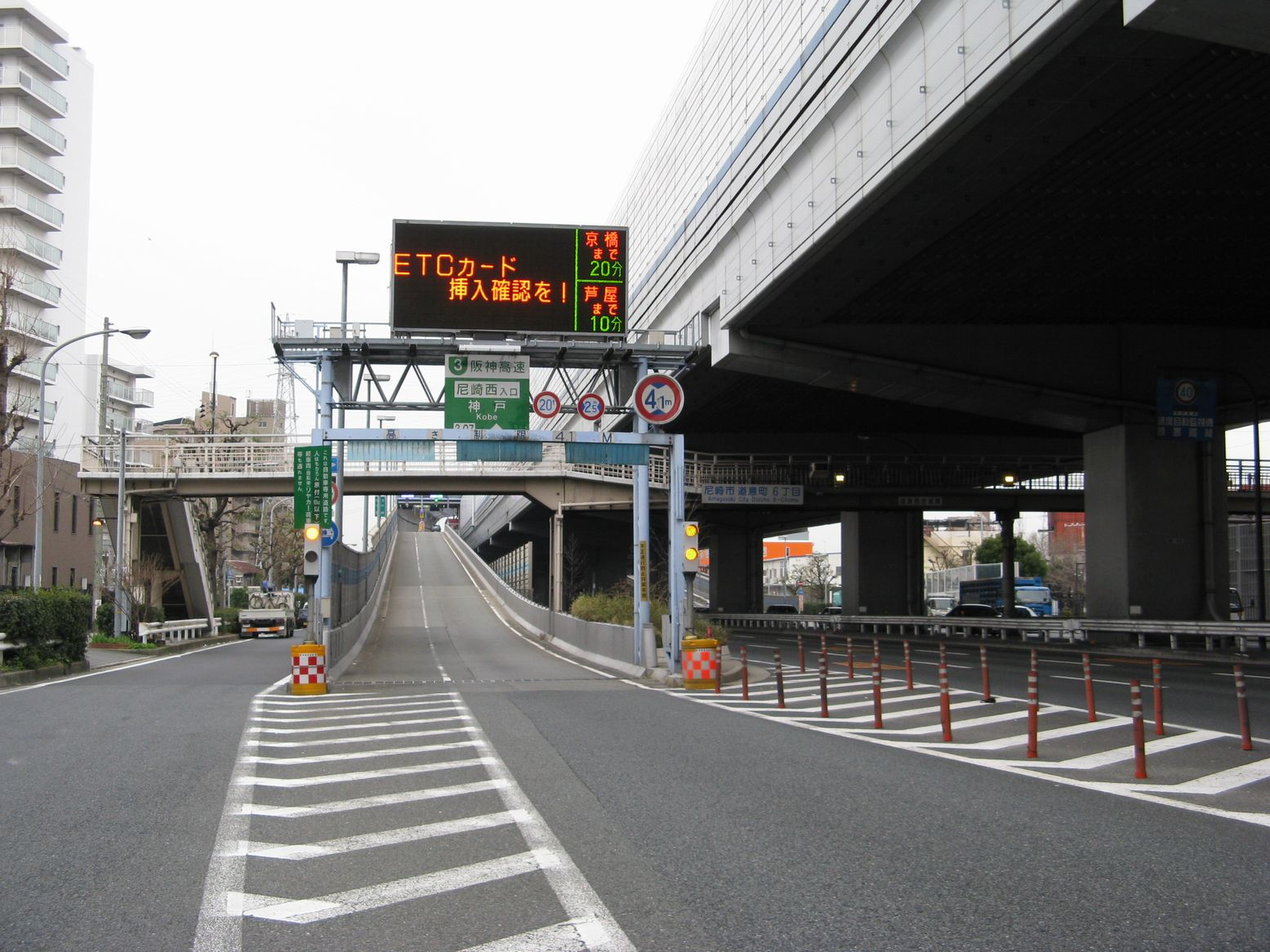
西行き入口を西望

## 道路
- 阪神高速3号神戸線(3-07)

## 接続する道路
- 国道43号（第二阪神国道）

## 周辺
- 阪神本線 尼崎センタープール前駅
- 尼崎競艇場
- 尼崎市立わかば西小学校
- アマドゥ（複合商業施設）神戸方面行きの路外パーキングエリア
- GLP ALFALINK尼崎（建設中）

## 隣
阪神高速3号神戸線
(3-06)尼崎東出口 - 尼崎PA（上り線のみ） - (3-07)尼崎西出入口 - (3-08)武庫川出入口